# Pecluma recurvata
Pecluma recurvata är en stensöteväxtart som först beskrevs av Georg Friedrich Kaulfuss, och fick sitt nu gällande namn av Michael Greene Price. Pecluma recurvata ingår i släktet Pecluma och familjen Polypodiaceae. Inga underarter finns listade.